# Racopilum polythrincium
Racopilum polythrincium är en bladmossart som beskrevs av Richard Spruce och Mitten 1869. Racopilum polythrincium ingår i släktet Racopilum och familjen Racopilaceae. Inga underarter finns listade i Catalogue of Life.